# Гиперреальность
Ги́перреальность (от др.-греч. ὑπέρ — над, сверху и лат. realis — вещественный, действительный) — термин в семиотике и философии постмодернизма, описывающий феномен симуляции действительности, а также неспособности сознания отличить реальность от фантазии, особенно в технологически развитых странах постмодернистской культуры. Гиперреальность характеризуется заменой реального знаками реальности — симулякрами. Введён Жаном Бодрийяром.

## Гиперреальность по Бодрийяру
Эпоху постмодернизма Жан Бодрийяр называет эпохой гиперреальности, так как её характеризует утрата чувства реальности. Составляющими частицами феномена гиперреальности являются симулякры, представляющие собой нечто не существующее в объективной реальности. Они же являются её продуктами. Гиперреальность — искусственная, виртуальная реальность, которая, по Жану Бодрийяру, действует на настоящую реальность разрушающим образом и стремится стать её подменой.
Соотнесенность реальных предметов и их знаков отсутствует. Если Реальность производит, то гиперреальность только симулирует. Жан Бодрийяр полагает, что сегодняшний поток информации уничтожает реальность, словно обволакивая её путём создания огромного количества симулякров, которые и формируют гиперреальность, замещающую собой подлинную реальность.
Факт существования социума в условиях гиперреальности — своего рода дань глобализации и эпохе постмодерна. Процесс подмены или наложения гиперреальности на реальность свидетельствует об этапе преломления эпох модерна и постмодерна в сознании людей, подмены понятий «реальности».
Гиперреальность, согласно Ж. Бодрийяру, «характеризует ситуацию, когда феномены истины, адекватности, реальности перестают восприниматься в качестве онтологически фундированных и воспринимаются в качестве феноменов символического порядка».

## Гиперреальность и симулякры
Рассуждая о гипперреальности, Бодрийяр, прежде всего, имеет в виду симуляцию чего-либо, которая приводит к стиранию граней между действительностью и знаками, то есть является симулякром. Гиперреальность — это символическое отражение действительности, и Ж. Бодрийяр делает акцент на том, что «символическое — это не понятие, не категория и не „структура“, но акт обмена и социальное отношение, кладущее конец реальному, разрушающее в себе реальное, а заодно и оппозицию реального и воображаемого». И политика, и экономика, и сексуальность обретают форму гиперреальности, так как происходит замена реального знаками реальности, утверждение иллюзии творчества, прекрасного, доброты. Реальность подменяется продуктами творчества средств массовой информации, создающими собственную реальность. Гиперреальность является воплощением образов-знаков, которые Ж. Бодрийяр определяет как «симулякры». Человек более не воспринимает истинную действительность, оказавшись в плену её искусственной подмены, симуляции. Таким образом, человек оказывается оторван от реального мира, будучи погружённым в условия гиперреальности.
Симулякр — это образ отсутствующей действительности, пустая форма, знак, за которым не стоит какая-либо реальность. Этот термин восходит еще к Платону, под которым он подразумевал «копию копии». Симулякр рассматривался также в работах Ж. Батая, Ж. Делеза. Но именно в философии Ж. Бодрийяра он нашел наиболее полное обоснование с учетом специфики информационного общества. Ж. Бодрийяр выдвигает тезис о четырёх стадиях эволюции знака (образа), который вместо того, чтобы отражать истинную реальность, приводит к её искажению, и, в конечном итоге, перестаёт иметь к ней какое-либо отношение, поскольку является исключительно отображением того, что на самом деле не существует в реальности. Это копия без оригинала. По мнению Бодрийяра, в культуре постмодерна доминируют симуляции, не имеющие отношения к реальности, превращающие мир в виртуальную, знаковую реальность. К своей книге «Симулякры и симуляция» Бодрийяр дает такой эпиграф: «Симулякр никогда не скрывает правду, он и есть правда, которая скрывает, что ее нет». Ж. Бодрийяр делает акцент на том, что гиперреальность — это всё больше информации и всё меньше смысла.

## Гиперреальность в искусстве
Очень выразительно воздействие гиперреальности на сознание человека показывают в своих произведениях Ч. Паланик и Б. И. Эллис. Современный человек живёт в гиперреальности знаков, созданной масс-медиа: рекламных знаков, имён поп-звёзд или спортсменов. И в «Американском психопате», и в «Бойцовском клубе» рекламные знаки играют роль социально-культурной среды для героев, это те эстетические и ментальные элементы, которые создают гиперреальность современной действительности. Так, Элис нарочито уплотняет количество рекламных знаков, чтобы подчеркнуть то ментальное пространство, в котором находится герой его романа «Американский психопат»: «Я ставлю наземь дипломат Bottega Veneta и подношу к лицу палец. Палец оказывается красным, мокрым от крови. Сунув руку в свой плащ от Hugo Boss и вынув носовой платок Polo, я вытираю кровь, кивком благодарю продавца, надеваю темные авиаторские очки Wayfarer и ухожу…». Всё вышеописанное говорит об абсолютной скуке бытия и испытываемой к нему полной апатии. Чтобы побороть скуку, Рассказчик (главный герой «Бойцовского клуба») приходит к состоянию раздвоения своей личности и обретает альтер эго, Тайлера Дёрдена, а П. Бэйтман (герой «Американского психопата») становится в высшей степени жесток.

## Восприятие концепции гиперреальности и критика
Во многом созвучен с Бодрийяром словенский философ Славой Жижек. Он также полагает, что бурное развитие масс-медиа несет в себе угрозу антропологического кризиса. Человек, захваченный и погруженный в масс-медиа среду, становится ее продуктом, и данная среда формирует так называемое «экранное поколение». Реальный мир заменяется монитором телевизора. Человек становится зрителем, ему кажется, что он живет, а на самом деле он только наблюдает за тем, как живут другие, которые, в свою очередь, имитируют жизнь. Постоянное созерцание делает человека пассивным, он не живёт, а лишь симулирует жизнь. Человек постоянно вживается в образы, навязанные телевизионной рекламой и официальной пропагандой, создающие симулякры, являющиеся мощным инструментом манипуляции массовым сознанием.
В то же время существует мнение, которого придерживается, к примеру, русский писатель и эссеист А. А. Бартов, что существование гиперреальности не является порождением эпохи постмодерна. Напротив, по меньшей мере, определённые элементы описываемой Бодрийяром и другими его современниками-философами имели место и ранее. Так, он пишет: «Задолго до того, как западная цивилизация посредством компьютерной техники и других массовых средств коммуникации начала создавать гиперреалистические объекты (виртуальную действительность), эта задача уже решалась советской идеологией, прессой, статистикой, подсчитывающей до сотых долей процента в мирное время собранный (а на самом деле несобранный) урожай, а в военное — убитых (неубитых) врагов. Сами количественные и качественные цифры переписи населения представляли собой виртуальную действительность. И в наше время при переходе от прошлого века к нынешнему на фоне трагических событий — войн, террористических актов, природных катаклизмов — симуляция действительности продолжается».